# Claude Goretta
Claude Goretta (Genf, 1929. június 23. – Genf, 2019. február 20.) svájci filmrendező.

## Filmjei
- Az üldözött Jean-Luc (Jean-Luc persécuté) (1966, tv-film)
- A bolond (Le fou) (1970)
- Meghívó szombat délutánra (L'invitation) (1973)
- Nem is olyan rossz ember... (Pas si méchant que ça) (1975)
- A csipkeverőnő (La dentellière) (1977)
- Az esküvő (Le jour de noces) (1977)
- A vidéki lány (La provinciale) (1981)
- Mario Ricci halála (La mort de Mario Ricci) (1981)
- Orfeusz (Orfeo) (1985)
- És ha nem kel fel többé a nap (Si le soleil ne revenait pas) (1987)
- Les ennemis de la mafia (1988)
- L'ombre (1992)
- Az utolsó nyár (Le dernier été) (1997, tv-film)
- Sartre és Beauvoir (Sartre, l'âge des passions) (2006, tv-film)